# Дурацкие предупредительные надписи
Дурацкие предупредительные надписи (англ. Wacky Warning Labels) — антипремия за самое нелепое предупреждение в инструкции к товару. Вручается с 1997 г. с целью привлечения внимания к правовому шантажу со стороны потребителей, которые пострадали из-за неразумности собственных действий.
Автор этой инициативы — Роберт Дориго Джонс — видит идею конкурса в том, чтобы выявить «нелепые ухищрения, на которые производители должны идти, чтобы защитить себя от судебных исков, и защитить людей от отсутствия в них здравого смысла». Такие действия производителей создали новое культурное явление — «дурацкие предупредительные надписи».
По юридической направленности близка Премии Стеллы, а вниманием к отсутствию здравого смысла — Премии Дарвина. Но в отличие от этих премий, собирающих истории из средств массовой информации, данная инициатива основывается на реальных инструкциях — оригиналы инструкций или их фото с указанием компании и названием товара присылаются по почте, что исключает появление городских легенд.

## Причины предупреждений
История предупредительных надписей в США началась в 1938 г. Производители товаров вынуждены указывать необычные предупреждения потому, что правовая система США, с одной стороны, основывается на том, что потребитель действует разумно при использовании товара, а с другой — компании должны обеспечить для потребителя достаточное предупреждение о реальной и потенциальной опасности товара. Отсюда и возникает юридическая коллизия как противоречие между нарушением элементарного здравого смысла и исковым требованием о компенсации за недостаточное предупреждение об опасности.
По мнению Роберта Дориго Джонса, причина постоянного роста предупреждений об очевидных рисках в том, что в судебной системе США, в отличие от остального мира, нет принципа «проигравший платит». Такая ситуация стимулирует правовой шантаж, когда истцом приводятся сомнительные аргументы, но ответчику выгоднее сразу заплатить компенсацию, чем затрачиваться на продолжение судебного разбирательства. Дело в том, что компенсацию оплачивает не производитель, а потребитель, так как эти затраты запланированно включаются в стоимость товара — так называемый «налог на иск».

## Последствия предупреждений
По мнению Джона Стоссела, «дурацкие предупредительные надписи» делают граждан США не только беднее, но и глупее. Эти надписи создают сверхуверенность в правовой защищённости от риска возможных травм, из-за чего возникает ложное чувство безопасности. В результате есть злоупотребление обязательностью письменных правил и «многие из нас забывают пользоваться собственными мозгами». На это производители товаров возражают тем, что их предупреждения работают — так, предупреждение на стиральных машинах повысило внимание родителей и устранило случаи, когда дети забирались внутрь перед началом стирки.

## Примеры предупреждений
Победителем антипремии в 2016 г. стало предупреждение от производителя игрушечных световых мечей — «не использовать как устройство для боя».
Подборка фотографий выдающихся предупредительных надписей, отмеченных в разные годы антипремией:
- от производителя бензопил — «не беритесь за неправильный конец бензопилы»;
- от производителя погрузчиков — «избегайте смерти»;
- от производителя исчезающих маркеров для ткани — «не использовать для подписания юридических документов»;
- от производителя стиральных машин — «не помещать людей внутрь барабана»;
- от производителя щёток для унитаза (англ. Scrubbing Bubbles) — «не использовать для личной гигиены»;
- от производителя самокатов — «этот продукт перемещается при использовании».

Иногда на премию номинируют вполне верные предупреждения — например, от производителя тефлоновых сковородок: «Держите комнатных птиц за пределами кухни». Перфтороктановая кислота, сырьё для тефлона, смертельна для мелких птиц даже в сверхмалых количествах.
Встречаются и парадоксальные предупреждения, идущие вразрез с назначением товара: на автокомплекте для мобильного телефона — «не использовать в движении».
Художественные образы антипремии:
- в кинокомедии «Голый пистолет 33⅓», удостоенной антипремии «Золотая Малина», есть сцена из жизни заключённых, где «очень большой парень» в исполнении «Текса» Кобба чистит зубы щёткой для унитаза[17];
- в анимационном фильме «В поисках Дори» есть сцена с детскими колясками, на которых воспроизведена реальная инструкция — «удалите ребёнка перед складыванием»[18] — именно это предупреждение вынесено в название книги об антипремии[3].